# ليزا ماير (لاعبة ألعاب قوى)
ليزا ماير (ولدت في 2 مايو 1996 في غيسن، هيسن) هي لاعبة ألعاب قوى ألمانية متخصصة في سباقات 100 و 200 متر. أعظم نجاحاتها هي الفوز بالميدالية الذهبية في بطولة أوروبا 2022 في ميونيخ والميدالية البرونزية في دورة الألعاب الأولمبية الصيفية 2024 في باريس، وكلاهما في سباق التتابع 4 × 100 متر للسيدات.

## نشأتها
ولدت ليزا ماير 2 مايو 1996 في غيسن، ألمانيا، لم تكن ليزا شغوفة بالرياضة قبل اكتشاف موهبتها مطلع عام 2008. وقد أثار اهتمامها عندما فازت في بطولة منطقة الجري في الغابة في مارس 2008. عندما جربت قدراتها الجسدسة، في السنوات التالية فازت ماير بالعديد من الألقاب وفي عام 2011 أصبح بطلًا ثلاث مرات في بطولة هسن الداخلية في ستادتالندورف في الفئة العمرية للطلاب بعمر 15 عامًا أكثر من 60 مترًا، في الوثب الطويل وفي مسافة العدو الطويلة 300 متر للطلاب. تأهل ماير للمشاركة في بطولة العالم تحت 18 سنة في دونيتسك وحصل على المركز السابع في سباق 200 متر عام 2013.

## مسيرتها الرياضية
أصبحت وصيفة بطل ألمانيا تحت 20 عامًا في سباق 100 متر، وحصلت على المركز الثالث في سباق التتابع 4 × 100 متر في بطولة العالم تحت 20 عامًا في يوجين عام 2014، في عام 2015، تابعت نجاحاتها عندما أصبحت بطل الجامعة الألمانية داخل الصالات ووصيف ألمانيا تحت 20 عامًا في مسافة 60 مترًا لكل منهما، وبطل ألمانيا تحت 20 عامًا في مسافة 200 متر، وبطل ألمانيا تحت 20 عامًا ووصيف ألمانيا تحت 23 عامًا في مسافة 100 و200 متر، بالإضافة إلى الوصيف الأوروبي تحت 20 عامًا في إسكيلستونا في مسافة 100 متر.
لم يكن عام 2016 أقل نجاحًا بالنسبة لماير، حيث أصبح بطل الجامعة الألمانية في سباق 60 مترًا ووصيفًا في سباق 200 متر في لايبزيغ. أثناء المعسكر التدريبي في الولايات المتحدة للتحضير للبطولات الأوروبية والموسم الأولمبي، ظهرت لأول مرة في 30 أبريل في مسابقة اختبارية مع طاقم من الطراز العالمي في كليرمونت، فلوريدا وحققت معيار الألعاب الأولمبية في ريو دي جانيرو في أفضل وقت شخصي قدره 23.06 ثانية. لم تكن ماير أسرع امرأة أوروبية فحسب، بل حطمت أيضًا الرقم القياسي في ولاية هسن (23.17 ثانية) الذي سجلته كريستيان كوفمان في عام 1972.
في 7 مايو 2016 عند افتتاح المسار في فيتسلار، استوفت معيار مسافة 100 متر بزمن قدره 11.25 ثانية. سجلت ماير أفضل وقت في العالم وهو 42.00 ثانية في 5 يونيو 2016 في حفل سباكاس في ريغنسبورغ في سباق التتابع 4 × 100 متر مع تاتيانا بينتو وجينا لوكنكيمبر وريبيكا هاس وحسنت أفضل وقت لها إلى 23.04 ثانية في مسافة 200 متر. في يونيو فازت بلقبين وصيفين في البطولات الألمانية كاسل، أكثر من 100 و200 متر. في بطولة أوروبا 2016 في أمستردام فازت بالميدالية البرونزية مع فريق التتابع الألماني. 
في الألعاب الأولمبية حصلت على المركز الرابع في سباق التتابع الألماني 4 × 100 متر. وصلت إلى الدور نصف النهائي في سباق 200 متر.
في عام 2017، بدأ ماير بالمركز الثالث في بطولة ألمانيا داخل الصالات في لايبزيج على مسافة 60 مترًا. في أبريل 2017، فازت بالميدالية الذهبية لألمانيا في سباقات التتابع العالمية في جزر الباهاما مع فريق التتابع 4 × 100 متر المكون من ألكساندرا بورغهارت وليزا ماير وتاتيانا بينتو وريبيكا هاس (42.84 ثانية) متقدمة على أفضل الفرق الدولية من جامايكا والصين وهولندا. على الرغم من أنها تمكنت من تسجيل أفضل رقم شخصي لها في سباق 200 متر المفضل لديها، في وقت مبكر من موسم المنافسة في كوربفالزجالا في فاينهايم، إلا أن موسمها لم يسير كما هو مخطط له بسبب الإصابة. كان عليها أن تتخلى عن البداية الفردية في بطولة العالم في لندن . ولكنها احتلت المركز الرابع هناك في سباق التتابع 4 × 100 متر (بينتو، ماير، لوكينكيمبر، هاسه).
في عام 2018، تمكنت ماير من تحسين أفضل رقم شخصي لها على مسافة 60 مترًا إلى 7.12 ثانية في لقاء كارلسروه للصالات المغلقة، لكنها ألغت مشاركتها في بطولة ألمانيا للصالات المغلقة بعد فترة وجيزة. وبسبب إصابة في الفخذ اضطرت إلى الإعلان عن نهاية موسمها في منتصف العام، وهو ما يعني أيضًا أنها لم تتمكن من المنافسة في بطولة أوروبا التي تقام على أرضها في برلين . 
```
بعد تعافيها من الإصابة في عام 2019، تم ترشيح ماير لسباق التتابع 4 × 100 متر في بطولة العالم للتتابع في 
يوكوهاما
، وفازت بالميدالية البرونزية في الفريق مع ليزا ماري كوايي 
وألكساندرا بورغهارت
 
وجينا لوكنكيمبر
 
وريبيكا هاس
. لكن هذا كان ظهورها الوحيد هذا الموسم، حيث أجبرتها المشاكل العضلية إلى جانب عدوى الإنفلونزا عن عند استكمال الموسم. 
```

فازت بالميدالية البرونزية في 7.24 ثانية على مسافة 60 مترًا في بطولة ألمانيا داخل الصالات في لايبزيغ في عام 2020، وفي بطولة ألمانيا في براونشفايغ، التي أقيمت في وقت متأخر عن الموعد المخطط له بسبب جائحة كوفيد-19، تأهلت لنهائي سباق 100 متر، لكنها اضطرت إلى الانسحاب في وقت قصير بسبب مشاكل في مفصلها. وبسبب مخاوفها المستمرة من الإصابة، 
في 29 فبراير 2021، تنافست في سباق 60 مترًا في لقاء كارلسروه الداخلي واحتلت المركز الرابع في النهائي بزمن قدره 7.21 ثانية. في بطولة ألمانيا لألعاب القوى داخل الصالات 2021 في دورتموند، تنافست في سباق 60 مترًا وخسرت الميدالية في النهائي بزمن قدره 7.23 ثانية، واحتلت المركز الخامس. في 15 مايو 2021، شاركت في مسابقة "الطريق إلى طوكيو" في مانهايم ولم تكتف بتأمين الفوز في نهائي 100 متر فحسب، بل حسنت أيضًا أفضل رقم شخصي سابق لها بمقدار مائتي جزء من الثانية إلى 11.12 ثانية.
بفضل أدائها السابق تم ترشيح ليزا من قبل الاتحاد الألماني لألعاب القوى في بطولة الفرق الأوروبية لعام 2021 ، والتي أقيمت يومي 29 و30 مايو في كورزو. وفي سباق 100 متر، احتلت المركز الثاني بزمن قدره 11.27 ثانية، خلف بيا سكرزيزوسكا من بولندا وأمام إيماني لارا لانسيكو من بريطانيا. تنافست في مسابقة التتابع بجانب جينيفر مونتاج ، ريبيكا هاس وليزا نيبجين لكن لم يتمكن الرباعي من إنهاء السباق بنجاح وبالتالي لم يتمكن من المساهمة بأي نقاط. في النهاية احتل فريق الألماني المركز الرابع برصيد 171 نقطة.
وبعد أسبوع، شاركت ليزا ماير في بطولة ألمانيا في براونشفايغ وبدأت في سباق 100 متر . وفي المباراة النهائية، تغلبت عليها ألكسندرا بورغاردت بزمن قدره 11.16 ثانية، وفازت بالميدالية الفضية. تم ترشيحها من قبل الاتحاد الرياضي الأولمبي الألماني لدورة الألعاب الأولمبية الصيفية 2020 في طوكيو وكان من المقرر أن تتنافس في سباق 100 متر وسباق التتابع 4 × 100 متر. أثناء المعسكر التحضيري في ميازاكي ، أصيبت ليزا ماير واضطرت إلى إلغاء بدايتها في طوكيو. بسبب إصابة في الفخذ تعرضت لها في يونيو 2023، غابت عن بطولة ألمانيا وبطولة العالم في بودابست. 
شاركت في دورة الألعاب الأولمبية الصيفية 2024 في باريس، فاز مع الفريق بالميدالية البرونزية في سباق التتابع 4 × 100 متر.
شاركت الفريق الألماني في تجاوز مرحلة التصفيات وتأهل للنهائيات سباق سباق 4 × 100 متر تتابع وتحقيق الميدالية البرونزية. من قبل الفريق الألماني مع ألكساندرا بورغهارت، جينا لوكنكيمبر، ريبيكا هاس، في ألعاب القوى في دورة الألعاب الأولمبية الصيفية 2024 في باريس.

## أفضل الأرقام الشخصية
منافسات خارجية
- 100 متر – 11.12 (+1.7 متر/ثانية، مانهايم 15 مايو 2021)
- 200 متر – 22.64 (+1.7 متر/ثانية، واينهايم 27 مايو 2017)

داخل الصالات
- 60 متر – 7.12 (كارلسروه 3 فبراير 2018)
- 200 متر – 23.30 (لايبزيج 28 فبراير 2016)

## المسابقات الدولية
| العام         | المسابقة                                       | المكان                  | المركز                        | حدث               | ملاحظة        |
| تمثيل ألمانيا | تمثيل ألمانيا                                  | تمثيل ألمانيا           | تمثيل ألمانيا                 | تمثيل ألمانيا     | تمثيل ألمانيا |
| ------------- | ---------------------------------------------- | ----------------------- | ----------------------------- | ----------------- | ------------- |
| 2013          | بطولة العالم للشباب                            | دونيتسك، أوكرانيا       | المركز السابع                 | 200 متر           | 24.12         |
| 2014          | بطولة العالم للناشئين                          | يوجين، الولايات المتحدة | المركز الثالث                 | 4 × 100 متر تتابع | 44.65         |
| 2015          | بطولة أوروبا للناشئين                          | إسكيلستونا، السويد      | المركز الثاني                 | 100 متر           | 11.64         |
| 2015          | بطولة أوروبا للناشئين                          | إسكيلستونا، السويد      | المركز الأول (تصفيات)         | تتابع 4 × 100 متر | 44.61         |
| 2016          | بطولة أوروبا                                   | أمستردام، هولندا        | المركز الثامن                 | 200 متر           | 23.10         |
| 2016          | بطولة أوروبا                                   | أمستردام، هولندا        | المركز الثالث                 | 4 × 100 متر تتابع | 42.48         |
| 2016          | الألعاب الأولمبية                              | ريو دي جانيرو، البرازيل | المركز التاسع عشر (نصف نهائي) | 200 متر           | 22.90         |
| 2016          | الألعاب الأولمبية                              | ريو دي جانيرو، البرازيل | المركز الرابع                 | 4 × 100 متر تتابع | 42.10         |
| 2017          | بطولة أوروبا لألعاب القوى داخل الصالات المغلقة | بلغراد، صربيا           | الخامس                        | 60 مترًا           | 7.19          |
| 2017          | بطولة العالم لألعاب القوى                      | ناساو، جزر البهاما      | الأول                         | تتابع 4 × 100 متر | 42.84         |
| 2017          | بطولة العالم لألعاب القوى                      | ناساو، جزر البهاما      | الثاني (تصفيات)               | تتابع 4 × 200 متر | 1:31.16       |
| 2017          | بطولة العالم                                   | لندن، المملكة المتحدة   | الرابع                        | 4 × 100 متر تتابع | 42.36         |
| 2019          | بطولة العالم لألعاب القوى                      | يوكوهاما، اليابان       | الثاني (تصفيات)               | 4 × 100 متر تتابع | 43.03         |
| 2022          | بطولة أوروبا                                   | ميونيخ، ألمانيا         | الأول                         | 4 × 100 متر تتابع | 42.34         |
| 2023          | بطولة أوروبا لألعاب القوى داخل الصالات         | إسطنبول، تركيا          | العاشر (نصف نهائي)            | 60 متر            | 7.27          |
| 2024          | بطولة أوروبا                                   | روما، إيطاليا           | الثاني (تصفيات)               | 100 متر           | 11.202        |
| 2024          | بطولة أوروبا                                   | روما، إيطاليا           | الرابع                        | 4 × 100 متر تتابع | 42.61         |
| 2024          | الألعاب الأولمبية                              | باريس، فرنسا            | الثالث                        | 4 × 100 متر تتابع | 41.97         |